# 대핀란드

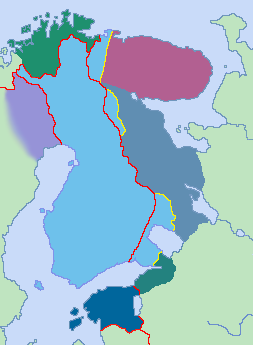
핀란드 관련 권역.
동카리알라
에스토니아 및 잉케리
핀란드 본토
콜라
메앤마
루이야
이 권역들은 현재 메앤마는 스웨덴령, 루이야는 노르웨이령이며, 에스토니아는 별개의 국가이고, 잉케리·콜라·동카리알라는 러시아령이다. 핀란드 본토 역시 1947년 파리 조약으로 정해진 국경선에 따라 10분의 1 정도는 현재 러시아령이다.

대핀란드(핀란드어: Suur-Suomi 수르수오미[*])는 핀란드가 수복해야 할 고토로서 주장되는 국민주의, 민족통일주의적 개념이다.
대핀란드는 핀인 및 카렐리야인들이 거주하는 지역의 자연 국경선을 핀란드 국가의 국경선으로 삼아야 한다는 주장으로 대략 요약된다. 이 자연 국경선은 동쪽의 백해-오네가호-스비리강-라도가호-네바강(보다 온건한 주장에서는 세스트라 강)-핀란드만을 잇는 수역들을 주장한다.
대핀란드는 핀란드 독립 직후인 1917년 급속히 지지세를 얻고 유행했으나 제2차 세계대전 이후 지지를 잃었다. 하지만 오늘날에도 핀란드와 에스토니아를 중심으로 대핀란드를 추종하는 목소리가 일부 남아 있다. 에스토니아의 타르투 대학교가 그 중심지 중 하나다.

## 같이 보기
- 대루마니아
- 카리알라 문제
- 범독일주의
- 라타시슴
- 범스칸디나비아주의